# Chilicola venezuelana
Chilicola venezuelana är en biart som beskrevs av Michener 2002. Chilicola venezuelana ingår i släktet Chilicola och familjen korttungebin. Inga underarter finns listade i Catalogue of Life.